# Église Saint-Jean-Baptiste de Chazelet
Pour les articles homonymes, voir Église Saint-Jean-Baptiste et Saint Jean.
L'église Saint-Jean-Baptiste de Chazelet est une église catholique française. Elle est située sur le territoire de la commune de Chazelet, dans le département de l'Indre, en région Centre-Val de Loire.

## Situation
L'église se trouve dans la commune de Chazelet, au sud-ouest du département de l'Indre, en région Centre-Val de Loire. Elle est située dans la région naturelle du Boischaut Sud. L'église dépend de l'archidiocèse de Bourges, du doyenné du Val de Creuse et de la paroisse de Saint-Benoît-du-Sault.

## Histoire
L'église fut construite entre le XIIIe siècle et le XVe siècle.
Cette église était placée sous le patronage de l'abbaye de Déols.
L'édifice est inscrit au titre des monuments historiques, le 30 mai 1984.

## Description
Il s'agit d'une église à nef unique et d'un chœur à chevet plat. Le portail occidental est en arc brisé, formé de tores. Le chevet a été rehaussé, l'ancienne corniche étant éloignée du comble.